# Salige Frau

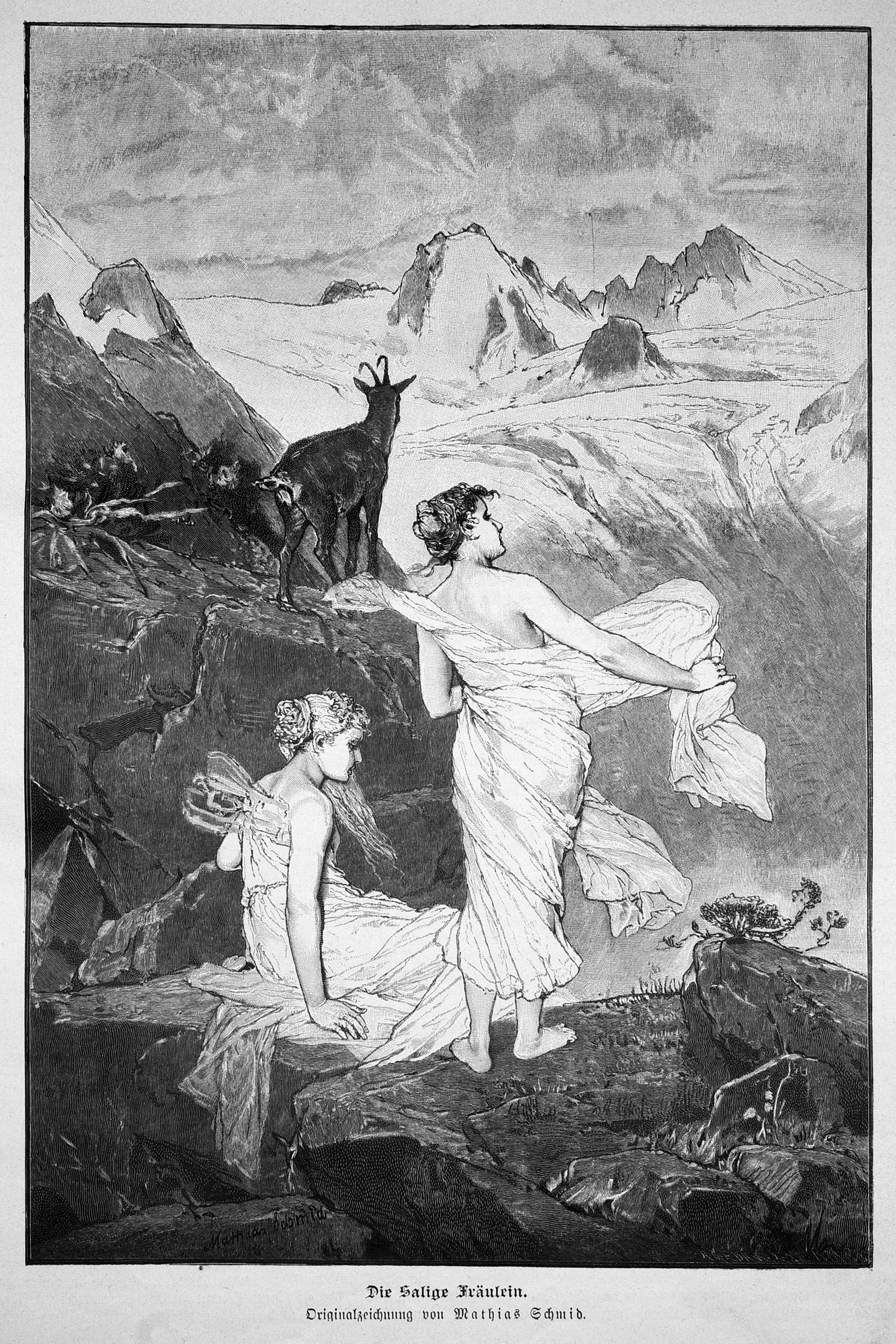
„Die Salige Fräulein.“

Salige Frauen, auch genannt Salkweiber, Salaweiber, wilde oder weiße Frauen sind Gestalten der Sagenwelt vorwiegend der Alpenregion. Das Wort „salig“ stammt aus dem Norwegischen und bedeutet „glückselig“, im Schwedischen und Dänischen bedeutet es „gesegnet“.
Die saligen Frauen werden als scheue, aber hilfsbereite und weise Frauen beschrieben. Sie lebten früher in Felsen- und Gletscherhöhlen oder am Ufer der Drau. Sie waren menschenscheue Geschöpfe, doch standen sie unerwarteten Besuchern mit Rat und Tat zur Seite. Sie halfen armen Bauern und unbeholfenen Menschen. Doch in der Nacht, wenn der Mond hell am Sternenzelt stand, sollte man den saligen Frauen nicht begegnen. Es sei denn, man war laut und machte Krach, da sie Lärm verabscheuten.
Auch in Südtiroler Überlieferungen kommen die saligen (seligen) Fräulein oder einfach Saligen vor. In einem Fall wird eine solche als blond beschrieben; in einem anderen Fall erscheinen drei von ihnen zunächst als weiße Tauben.
Nach einer Sage soll ein junger Bauer nicht darauf geachtet haben, Lärm zu machen, und die Salkweiber nahmen ihn als Liebesgefangenen. Sie küssten und liebkosten ihn, bis er seelenlos auf der Erde lag. Eines Tages kamen Waffengeräusche aus dem Tal, und die Salkweiber waren seitdem nicht mehr gesehen.
Eine Sage aus dem Vinschgau berichtet, dass sie in einem sehr trockenen Jahr den dort noch unbekannten Buchweizen brachten.
Bekannt ist die Sage von der Saligen vom Dolmetzenloch am Weissensee. Sie war bekannt als Heilerin, Seherin, Tänzerin und Sängerin. Dazu erschienen ist 2021 der Roman "SO HAM - Das Geheimnis der Saligen vom Weissensee" von Regine Brandner. 

## Sekundärliteratur und Sammlungen von Sagen zur Saligen Frau
- Kathrin Gschleier: Die Salige. Die inspirierende beschützende begleitende Kraft für neues Leben. Studio für Narrative Kommunikation, Brixen / Bressanone, 2011, ISBN 9788890637803.
- Moidi Paregger, Claudio Risé: Die Saligen. Kraft und Geheimnis des Weiblichen („Donne selvatiche“). Edition Raetia, Bozen 2009, ISBN 978-88-7283-351-3.
- Hans Haid: Mythen der Alpen: Von Saligen, Weißen Frauen und Heiligen Bergen. Böhlau, Wien 2006, ISBN 978-3-205-77541-6.
- Martin Mato: Epos und Mythologie. In: Walter Raunig (Hrsg.): Albanien Reichtum und Vielfalt alter Kultur. Staatliches Museum für Völkerkunde, München 2001, ISBN 3-9807561-2-2 (Katalog der gleichnamigen Ausstellung), S. 142–146.
- Martin Auer, Linda Wolfsgruber: Von den wilden Frauen. Ein Sagenbuch. Bibliothek der Provinz, 2000, ISBN 978-3-85252-382-8.
- Hans Fink: Salige und Unholde. Frauengestalten der Alpensage. Umschlagbild und Zeichnungen von Martina Zanol. Verlagsanstalt Athesia, Bozen 1996, ISBN 88-7014-903-X.

## Romane
- Regine Brandner: SO HAM - Das Geheimnis der Saligen vom Weissensee. Eigenverlag, Wien 2021, ISBN 978-3-9505122-4-3.
- Brigitte Prem: Der Bergbauer und das Salkweib. Historisierender Roman mit Anleihen aus den Volksmythen. AT Edition, Münster 2020, ISBN 978-3-89781-273-4.
- Lendorff, Gertrud: Die salige Frau. Huber & Co., Frauenfeld und Leipzig 1935.
- Rudolf Hans Bartsch: Die Salige. Staackmann, Leipzig 1924.